# 와흘본향당
와흘본향당은 대한민국 제주특별자치도 제주시 구좌읍 구좌읍 마을의 중심이 되는 신앙처이다. 2005년 4월 6일 제주특별자치도의 민속문화재 제9-3호로 지정되었다.

## 개요
제주의 마을에는 '본향당' 이라 해서 마을의 중심이 되는 신앙처가 있다. 와흘본향당은 제주시 조천읍 와흘리마을 입구에 위치하고 있는데, 이 마을 본향당 제는 과거 제주마을제의 모습이 그대로 잘 남아 있어 많은 사람들이 답사하고 있는 곳이기고 하다. 지금은 마을제가 유교식 포제로 많이 바뀌어 버렸지만, 제주의 옛 기록을 보면 '제주 사람들은 본향당에 모두 모여 남녀가 춤을 추고 음식을 먹으며 마을제를 지낸다'고 했다. 그런 옛 형태가 지금까지 남아 전하고 있는 곳이 제주어세도 와흘리 마을이며, 이 마을의 堂祭를 지내는 날이면 마을의 남녀는 물론 그외에도 많은 사람들이 찾아오고 있다. 와흘 마을 사람들은 이 마을의 모든 일은 본향당신이 주관하고 믿고 있는데, 사람이 태어나고 죽는 일, 그리고 집집마다 재물을 모아 부자가 되고 하루아침에 재물을 잃어 가난해 지는 일, 또한 객지로 나갔다가 사고를 당하는 일들도 모두 본향당신이 맡아 하는 일이라고 믿고 있다.
이런 이유로 마을사람들은 일년에 세 번은 마을의 본향당신을 위해 제사를 드리는데, 이날은 심방(무당)이 종일 굿을 하며 신을 즐겁게 해 드린다. 또한 새해가 돠면 우선 신에게 새배를 하는 '신년과세제'를 드린다. 이 제사는 다른 제사 때보다 규모가 아주 크다.
2월이 되면 영등신을 위하는 '영등제'를 드리는데, 영등제는 바다를 터전으로 살아가는 해안마을의 어부나 해녀들이 정성을 다 해 드리는 제사이기도 하다. 7월이 되면 '백중마불림제'를 지내는데, 이는 중산간 마을에서 목축을 하며 사는 사람들에게 큰 제사이며, 10월이 되어 추수가 끝나면 본향당신께 감사하다는 '시만곡대제'를 드린다.

## 참고 자료
- 와흘본향당 - 국가유산청 국가유산포털